# Порно на Садовом кольце Москвы (2010)
Порно на Садовом кольце Москвы — инцидент с показом порноролика с 23:05 до 23:23 14 января 2010 года на рекламном видеостенде Садового кольца Москвы. Это происшествие вызвало огромный общественный резонанс.

## Ход происшествия
На въезде в Серпуховской тоннель (в районе станции метро «Октябрьская») на уличном видеоэкране размером 9х6 метров, принадлежащем рекламной компании «3Stars Media» или «3Stars», ранее называвшейся «Тихая Гавань» (по другим данным — компании «Панно.ру») был показан двухминутный порнографический ролик. Он представлял собой двухминутную нарезку из различных сцен, связанных с половыми актами, фистингом и фелляцией. Участниками видео являлись белый мужчина и чернокожая женщина. Ролик повторялся несколько раз, перемежаясь с обычной рекламой. Первый заместитель председателя Комитета рекламы, информации и оформления Москвы Александр Минчук сообщил, что неполадка была обнаружена через 3 минуты и через 15 минут экраны были выключены.
Автолюбители, которые проезжали мимо и наблюдали это воочию, останавливались прямо посреди дороги. Многие снимали видео на камеры своих мобильных телефонов, в результате оно быстро распространилось в блогах. В итоге около Серпуховского туннеля образовалась пробка, а первый заместитель руководителя столичного комитета рекламы Александр Менчук спустя несколько часов заявил о готовности снять видеощиты, если не будет найдено оптимальной защиты от подобных взломов. Об авариях доложено не было.

## Освещение в прессе
Первыми о том, что в ночь на пятницу в центре Москвы на огромном экране крутилось порно, миру рассказали блогеры. Сразу в нескольких «Живых журналах» появились сообщения очевидцев и фотографии видеоэкрана, а в популярных сервисах видеохостинга появились видеозаписи, сделанные на камеры телефонов. Однако отмечалось, что нецензурированный ролик удалялся с видеохостингов.
В СМИ подробно описывался ход следствия. «Московский комсомолец» 24 февраля 2010 года опубликовал очерк, посвящённый происшествию, в котором Игорь Блинников назван был современным Кулибиным. По телевидению в новостях даже показывали заретушированные части ролика.
Зампред Комитета рекламы, информации и оформления Москвы Александр Менчук рассказал, что доступ к видеоэкрану был осуществлен по каналу известной поисковой системы «Яндекс». Интерпретируя его слова, ряд СМИ утверждал, что порноролик, показанный на рекламном видеоэкране на Садовом кольце, может принадлежать аналитическому центру «Яндекс. Пробки». Между тем в компании «Яндекс» категорически отрицают все данные о том, что порнографический ролик, который был показан накануне на уличном экране, был взят с сервера «Яндекс. Пробки», аргументируя тем, что передаваемые файлы с данными о пробках защищены паролем, который знает только компания «3Stars».
Высказывались также версии об искусно сделанной рекламе, мести уволенного сисадмина, происках конкурентов, ошибке оператора и спектакле со стороны МВД с целью завышения раскрываемости.
Выяснилось также, что подобные случаи уже происходили в США в феврале 2009 и в аэропорту Нью-Дели (Индия) в 2005 году и во многих других местах.

## Виновные и уголовное дело
Сразу же после происшествия, 20 января 2010 года, следственным отделом при ОВД по району Замоскворечье было возбуждено уголовное дело по статье 242 («незаконное распространение порнографических материалов или предметов») и ч.1 ст. 272 («неправомерный доступ к компьютерной информации») Уголовного кодекса РФ.
Официальный представитель управления «К» МВД России Ирина Зубарева заявила, что злоумышленник заметал следы, но его удалось выследить и задержать. Им оказался временно не работающий Игорь Блинников 1969 года рождения, судимый в 1999 году за подделку документов, житель Новороссийска. Он имеет высшее техническое образование, работал системным администратором, потом его сократили. По словам Зубаревой, хулиган использовал вредоносную программу, чтобы взломать ресурс организации на территории Чечни, затем через него проник на сервер, отвечающий за работу светодиодного экрана в Москве и подменил один из видеороликов в плей-листе на видео непристойного содержания.
Задержанный сообщил, что использовал компьютер в Чечне, так как надеялся, что милиционеры не поедут туда, но просчитался. Специалисты нашли в Грозном (по другим источникам в Нальчике и в Новосибирске) следы, ведущие в Новороссийск, где 3 февраля и задержали преступника, на компьютере у которого нашли доказательства вины. Игорь признал свою вину и сказал, что «хотел просто позабавить людей». По словам Игоря, он обнаружил уязвимости в 50 компьютерах ещё 10 января и сохранил пароли. А различные серверы он взламывал и ранее из любопытства. Потом он зашёл и решил закачать порноролик, причём специально выбрал ночное время, «чтобы дети не видели». При этом он предполагал, что экран увидят покупатели супермаркета, но «промахнулся».
У Игоря обнаружили небольшое количество наркотиков. Сообщается, что после увольнения он зарабатывал на жизнь частным извозом и эпизодической продажей наркотиков, которые сам и употреблял. В момент, когда Блинникова задержали по подозрению в распространении порнографии, он находился под подпиской о невыезде в рамках дела о торговле наркотиками.
В результате Игорь Блинников был осуждён Октябрьским районным судом Новороссийска на 5 лет за сбыт марихуаны по ст. 228.1 УК РФ («незаконные производство, сбыт или пересылка наркотических средств, психотропных веществ или их аналогов, совершенные в крупном размере»). А главным фигурантом по происшествию на Садовом кольце, согласно заявлению представителей Генпрокуратуры, «является другой человек». Это заявление сделала заместитель прокурора Новороссийска Ирина Саушкина, а руководитель пресс-службы управления «К» МВД РФ Ирина Зубарева опровергла.
В Замоскворецком суде Москвы 23 марта 2011 года прошёл ещё один процесс над Игорем Блинниковым. Блинников был признан виновным по статьям 272 УК РФ (незаконный доступ к компьютерной информации) и 242 УК РФ (незаконное распространение порнографических материалов) и приговорён к 1,5 годам колонии; однако в целом, с учётом ещё не отбытого наказания в виде пяти лет лишения свободы по делу о наркотиках, срок наказания был определён в 6 лет с исчислением с момента вынесения первого приговора — 16 марта 2010 года. Приговор не устроил прокуратуру, которая подала кассационное представление с просьбой об его отмене и направлении уголовного дела на новое рассмотрение. 25 мая 2011 года Мосгорсуд отклонил протест прокуратуры и оставил Блинникову прежнее наказание — 6 лет лишения свободы..

## Последствия
«Актёрам» порно-ролика была вручена анти-премия «Серебряная калоша». Моника Уайт и Отто Шпилингер приехали за ней и показались на сцене.
Компания «3Stars» усилила защиту рекламных видеоэкранов.
В настоящее время рекламный щит, на котором был показан ролик, демонтирован.